# タイヤネックレス
タイヤネックレスは処刑の方法の一つで、被処刑人の首や腕にネックレスのようにガソリン入りのゴム製タイヤを掛け、その上で対象者に火をつけ焼き殺すものである。国家の法に基づく死刑ではなく、自警団による私刑として行われることが多い。被刑者は火をつけられてから死亡するまで20分以上かかることもあり、それまでに重度の火傷を負うこととなる。
英語ではネックレーシングと呼ばれるほか、日本語メディアでも「ネックレス」の呼称で紹介されたことがある。

## 南アフリカにおけるタイヤネックレス
南アフリカ共和国では、タイヤネックレスは、黒人コミュニティにより、アパルトヘイト政府への協力者とみなされた者を罰するために行われた。
タイヤネックレスは主に黒人の警察への情報提供者に対して行われた。南アフリカで最も広く支持されている反アパルトヘイト団体のアフリカ民族会議 (ANC) はこの処刑を非難したが、闘争の名の下にしばしば行われた。
1986年、投獄されていたネルソン・マンデラの当時の妻であったウィニー・マンデラは、「箱入りのマッチとネックレスを使ってこの国を解放する」と発言しており、タイヤネックレスに対する明確な支持とみられている。これによりANCは当初は彼女から距離を置いたが、のちに彼女は同党内で多くの役職に就いた。
南アフリカ真実和解委員会によると、タイヤネックレスの最初の犠牲者は、1985年7月20日に殺害されたマキ・スコサナという若い黒人女性である。
モロコはある若者の葬儀に参列しているとき、姉が首にタイヤを掛けられて焼き殺されたと語った。彼女の体は黒焦げになっており、膣内にはガラスの破片が挿入されていたことをモロコは委員会に告げた。モロコは、彼女が殺されたあと、彼女の顔に大きな石が投げつけられたことを付け加えた。
報道写真家のケビン・カーターは、1980年代半ばに南アフリカでタイヤネックレスによる公開処刑を撮影した最初の人物であった。彼はのちにこの写真について
私は彼らがしていることに愕然とした。私は自分がしていることに愕然とした。しかしそれから人々はそれらの写真について話し始めた…そして私はたぶん自分の行動がまったく悪くなかったのだろうと感じた。この何か恐ろしいことの目撃者となったことは、必ずしもそれほど悪いことではなかった。
と語っている。
彼は続けて
ニュースで多くのタイヤネックレスを見たあと、他の多くの人が（いわばカメラから離れて）実行されていてこれが氷山の一角に過ぎなかったか、もしくはカメラの存在が最後の要件を満たしこのひどい反応の触媒として作用したことに気づいた。送られてきた強いメッセージは、それがメディアによって伝えられた場合にのみ意味があった。それは一人の人の痛みを引き起こすことについてより、（他の人への）警告についてではなかった。私を悩ませている質問は「もしメディアの報道がなかったら、それらの人々はタイヤネックレスで処刑されていただろうか？」である。
と言った。
作家のリンダ・シュスターは
タイヤネックレスは蜂起の名の下に犯された最悪の残虐行為を表した。これは政府の協力者、情報提供者、黒人警官であると考えられている人々のために予約された、暴徒の正義の特に恐ろしい形であった。死刑執行人たちは容疑者の頭と腕の周りに車のタイヤを掛け、ガソリンで濡らし、火をつけた。動けなくなった被害者は焼死した。
と記している。
一部のコメンテーターは、治安部隊のメンバーが残忍になり、彼らがその行動の犠牲になるのではないかと恐れたため、タイヤネックレスは1980年代から1990年代初頭の黒人居住区間の抗争中、暴力の水準を上げるのに役に立ったと述べた。

## ハイチにおけるタイヤネックレス
ハイチでは私刑の方法として見られる。首にタイヤを掛けた男性が出演するタイヤの広告にちなみ、フランス語でPé LebrunまたはPère Lebrunの呼び名で知られている。
当時の大統領のジャン＝ベルトラン・アリスティドと結んだ暴徒が政敵を暗殺するために目立つように行った。アリスティド自身はこの私刑に強い支持を示し、「いい匂いがする」「美しい道具」と呼び、自身の政党である「ラヴァラの家族」の支持者たちに、裕福な人々や熱意があまり強くないラヴァラの党員に対してそれを使うように勧めた。

## その他の国におけるタイヤネックレス
- スリランカでは、1960年代初頭、シンハラ人の暴徒が反タミル人暴動においてタイヤネックレスを行っていた[17][18]。タイヤネックレスは1987年から1989年の間のスリランカ人民解放戦線による暴動でも行われた。
- 1990年代初頭、コートジボワールのアビジャンの大学生は、大学の寮で盗みを働く泥棒に悩まされていた。大学生たちは自分たちの手で盗みの容疑者たちを捕まえ、首にタイヤをかけて火をつけた。警察はこのタイヤネックレスを止める力がなく、待機して監視することしかできなかった[19]。
- ナイジェリアでは、2006年、ムハンマドの風刺的な漫画の絵をめぐるムスリムの激しい抗議の最中、少なくとも1人がタイヤネックレスで死亡した[20]。
- ブラジル、特に南東部地域のリオ・デ・ジャネイロの麻薬密売人の間ではこの方法による処刑が広く行われており、“micro-ondas”または“microwave”（電子レンジ）と呼ばれている[21][22][23]。ジャーナリストのティム・ロペス（英語版）はこの方法による著名な犠牲者である[24]。